# Rècords mundials de pressió sobre banc
Els rècords mundials de pressió sobre banc van ser els rècords internacionals de pressió sobre banc al llarg els anys a partir del naixement del modern aixecament de potència.

## Rècords mundials
El canadenc Doug Hepburn tenia el rècord a la fi dels anys 1950 amb 180, 205, i més tard 225 kg. En 1957 en una entrevista per a la revista Muscle Power va dir que era possible de superar les 600 lliures (272 kg) en pressió sobre banc. Aquesta xifra va ser aconseguida 12 anys després.1
| Any  | Rècord                                                                               |
| ---- | ------------------------------------------------------------------------------------ |
| 1969 | Pat Casey és el primer home a aixecar més de 600 lliures (272 kg) (n'aixeca 280 kg)  |
| 1980 | Bill Kazmaier és el primer home a aixecar 300 kg                                     |
| 1982 | Ted Arcidi és el segon home a aixecar més de 300 kg (n'aixeca 303 kg)                |
| 1990 | Kenneth Lain aixeca 327 kg                                                           |
| 1995 | Chris Confessore aixeca 336 kg                                                       |
| 1996 | Anthony Clark aixeca 353 kg en el Arnold Classic.                                    |
| 2001 | Scot Mendelson obté el seu primer rècord mundial (355 kg).                           |
| 2003 | Gene Rychlak és el primer home a aixecar més de 900 lb (408 kg).                     |
| 2004 | Gene Rychlak aixeca 456,8 kg                                                         |
| 2005 | Scot Mendelson obté el rècord mundial sense remera de pressió sobre banc amb 325 kg. |
| 2006 | Scot Mendelson aixeca 457,5 kg (febrer)                                              |
| 2006 | Gene Rychlak aixeca 459 kg (desembre)                                                |
| 2007 | Ryan Kennelly aixeca 470 kg (juliol)                                                 |
| 2007 | Ryan Kennelly aixeca 476 kg (desembre)                                               |
| 2008 | Ryan Kennelly aixeca 485,34 kg (abril)                                               |
| 2008 | Ryan Kennelly aixeca 487,5 kg (juliol)                                               |
| 2008 | Ryan Kennelly aixeca 487,6 kg (novembre)                                             |